# Sympetrum uniforme
Sympetrum uniforme är en trollsländeart som först beskrevs av Selys 1883.  Sympetrum uniforme ingår i släktet ängstrollsländor, och familjen segeltrollsländor. Inga underarter finns listade i Catalogue of Life.